# Delo
Delo – słoweński dziennik z siedzibą w Lublanie, wydawany od 1 maja 1959. Największa słoweńska gazeta w swojej kategorii, której średni miesięczny nakład wynosi 32 500 egzemplarzy.
Decyzja o powstaniu gazety miała charakter polityczny. Podjął ją komunistyczny polityk i pisarz Edvard Kardelj, który polecił połączenie w jedną redakcji gazet „Ljudska Pravica” i „Slovenski Poročevalec”. Data wydania pierwszego numeru nie była przypadkowa. Dziennik „Delo” (po słoweńsku Praca), miał ukazać się w dniu Święta Pracy. Cały numer poświęcony był obchodom pierwszomajowym i 40 rocznicy Ligi Komunistów Słowenii.
Od 1990 roku, po pierwszych wolnych wyborach w Słowienii, gazeta zerwała ze wspieraniem partii komunistycznej. W dekadę lat 90. Delo wchodziło z nakładem 120 tys. egzemplarzy, szczyt sukcesu osiągając w 1999 roku, kiedy nakład sięgał 180 tys. egzemplarzy. Od roku 2000 następuje stopniowy spadek sprzedaży. Od czerwca 1991 roku redakcja przyznaje Nagrodę Kresnika za najlepszą słoweńską powieść roku.